# Rhynchina vigens
Rhynchina vigens är en fjärilsart som beskrevs av Butler 1878. Rhynchina vigens ingår i släktet Rhynchina och familjen nattflyn. Inga underarter finns listade.